# 福伊希特
福伊希特（德語：Feucht，發音：[fɔʏçt] ⓘ）是德国巴伐利亚州中弗兰肯行政区纽伦堡地区县的市镇，面积9.8平方千米，2023年12月31日人口为14,102人。